# Ungdomsbolig
 Denne artikel omhandler overvejende eller alene danske forhold. Hjælp gerne med at gøre artiklen mere almen.
En Ungdomsbolig er en bolig omfattet af Lov om støttede private ungdomsboliger. Ved ungdomsboligstøtteloven kan der gives støtte til etablering af private boliger til unge uddannelsessøgende. Er der ydet støtte til etablering af ungdomsboliger, er ejendommens ejer forpligtet til at udleje ledige boliger til unge uddannelsessøgende. I forbindelse med meddelelse af tilsagn om støtte til etablering af ungdomsboliger godkender Erhvervsministeriet et lejeniveau for ungdomsboligerne, der skal svare til lejeniveauet for tilsvarende støttede ungdomsboliger. 

## Eksterne links
- Ungdomsboligstøtteloven på Retsinformation

| Samfund | Spire Denne samfundsartikel er en spire som bør udbygges. Du er velkommen til at hjælpe Wikipedia ved at udvide den. |